# Jean-Louis Boissier
Pour les articles homonymes, voir Boissier.
 (février 2023).
Si vous disposez d'ouvrages ou d'articles de référence ou si vous connaissez des sites web de qualité traitant du thème abordé ici, merci de compléter l'article en donnant les références utiles à sa vérifiabilité et en les liant à la section « Notes et références ».
Jean-Louis Boissier, né le 16 janvier 1945 à Loriol-sur-Drôme (Drôme), est un universitaire, artiste et commissaire d'expositions français.

## Biographie
Après des études de physique à Grenoble et une pratique d’animateur de ciné-club et de photographe de théâtre, il s’oriente vers un cinéma du champ des arts plastiques et des installations. En 1970 il fait partie de la première promotion du Groupe de recherches et d’essais cinématographiques. En 1967 et 1968, alors qu'il est graphiste et scénographe à la Maison de la Culture de Grenoble, il assiste Frank Popper pour l'exposition inaugurale en mai-juin 1968, Cinétisme, Spectacle, Environnement. En 1969, il fait partie de l'équipe fondatrice du département d'arts du Centre universitaire expérimental de Vincennes (Université Paris 8 Vincennes à Saint-Denis). Il y soutient un doctorat de troisième cycle en 1979, La Question de l'héritage dans les arts plastiques en Chine (1972-1979). 
Après avoir contribué à l’exposition Electra de Frank Popper au Musée d’art moderne de la ville de Paris en 1983 et à l’exposition Les Immatériaux de Jean-François Lyotard au Centre Pompidou en 1985, il fonde en 1990 la biennale Artifices des arts interactifs à Saint-Denis et en 1991 La Revue virtuelle du Musée national d'art moderne. Pour associer plus de 60 chercheurs et étudiants en art, il propose en 2002, 2003 et 2004, à Paris, Genève et Kyoto, la manifestation Jouable. 
S'intéressant à la transformation de la place du spectateur, il s'attachera en tant qu'artiste, chercheur, essayiste et commissaire d'exposition à la question de la participation et de l'interactivité en art . À partir de 1980, il découvre la prise de vues et la consultation programmées en photographie et cinéma avec des vidéodisques, des CD-Roms et des installations interactives. Ses propositions artistiques, présentées internationalement, conjuguent les modèles du livre et du film. Dès 1986 il se consacre avec Liliane Terrier à une série d'essais hypermédias ayant trait à Jean-Jacques Rousseau .
Son habilitation à diriger des recherches soutenue en 1994 porte sur Une esthétique de la saisie - du photographique au numérique et à l'interactif[réf. nécessaire]. Comme professeur en esthétique et sciences de l'art et directeur de recherche à l’Université Paris 8, il fonde les équipes Esthétique de l’interactivité en 1994 puis Esthétique des nouveaux médias en 2003[réf. nécessaire]. Il dirigera une trentaine de doctorats en esthétique, sciences et technologies des arts. Depuis 2013, il est professeur émérite à l’Université Paris 8.

## Théorie
Depuis 1984, il a formulé les notions de : 
« collection à l'œuvre » ,
« dramaturgie de l'interactivité », 
« esthétique de la saisie », 
« image-relation » ,
« jouabilité », 
« perspective relationnelle » , 
« écran mobilisable ».

## Vidéodisques documentaires
- 1988-1990 : Image calculée, 6 vol.
- 1992-1994 : Anthologie du virtuel, 2 vol.
- 1992-1995 : Revue virtuelle, 6 vol.

## Installations et dispositifs artistiques
- 1985 : Le Bus
- 1986 : Pékin pour mémoire
- 1989 : Album sans fin

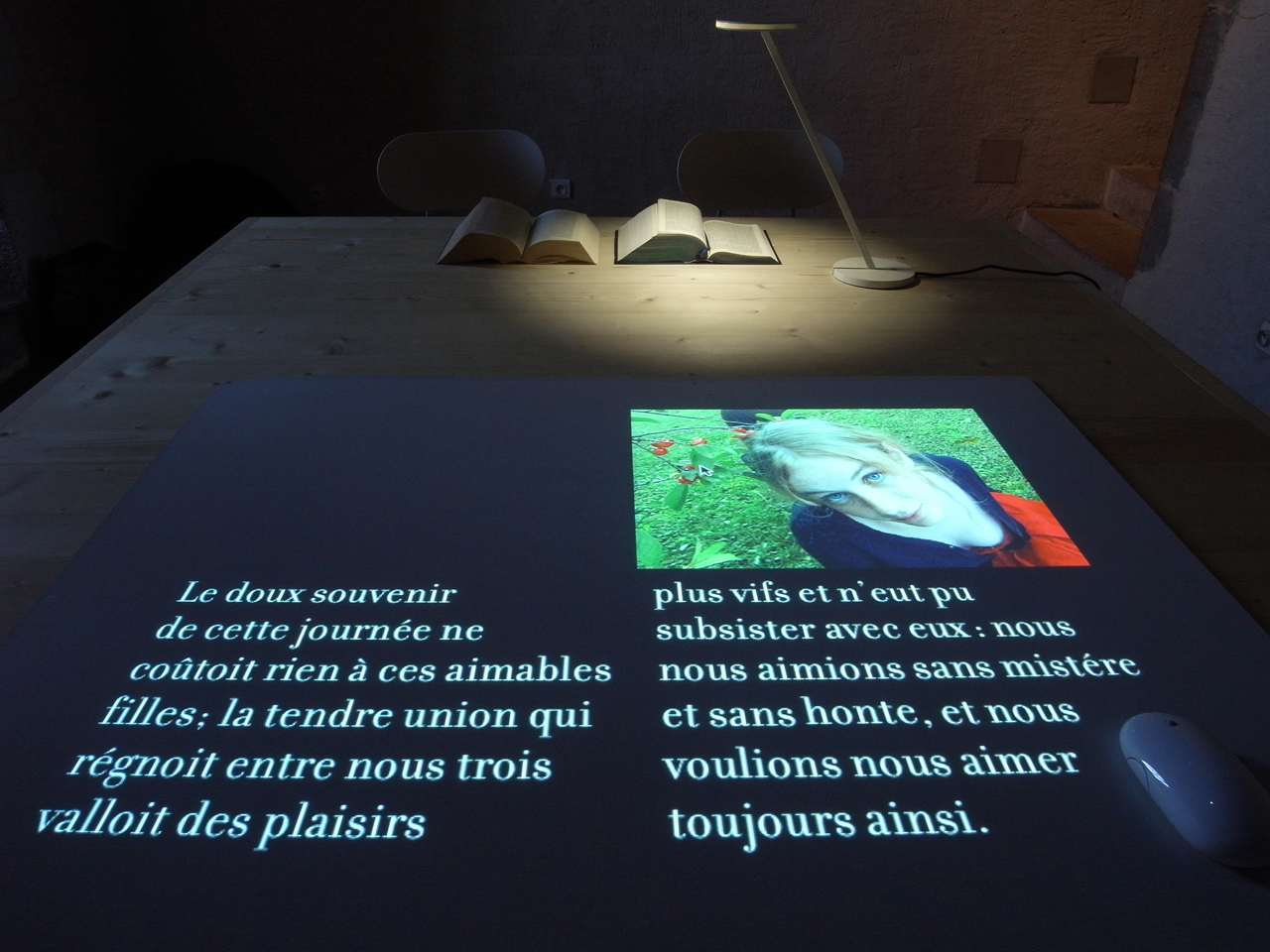
Moments de Jean-Jacques Rousseau

- 1990 : Anthologie d'images de synthèse scientifiques
- 1992 : Globus oculi
- 1993-1994 : Flora petrinsularis
- 1995 : Mutatis mutandis
- 1995 : Tabula rasa
- 1995 : Album
- 1998 : La Deuxième Promenade
- 1999-2001 : La Morale sensitive
- 2000 : Le Modèle du thé
- 2001 : Le Petit Manuel interactif
- 2001 : Mémoire de crayons
- 2003 : Modus operandi
- 2004 : Les Perspecteurs
- 2011 : C'est elle ! C'est bien elle !
- 2011 : Les Vigilambules de Daikakuji
- 2012 : Rousseau retrouvé
- 2013 : Regardeurs
- 2014 : Crassula ubiquiste
- 2015 : Les Vigilambules de Vincennes
- 2016 : Bambou ubiquiste
- 2016 : Camargue codée
- 2017 : Papyrus rudiments
- 2021 : La Dent du chat

## CD-Roms artistiques
- 1993-1994 : Flora petrinsularis (Artintact 1, ZKM, Karlsruhe)  (ISBN 3893226753)
- 1995 : 3e Biennale d'art contemporain de Lyon (Réunion des Musées Nationaux)  (ISBN 2-7118-3207-4)
- 1996 : Actualité du virtuel /Actualizing the Virtual (Centre Georges Pompidou)  (ISBN 2-85850-923-9)
- 2000 : Moments de Jean-Jacques Rousseau (Gallimard) ASIN B00005A4R4
- 2003 : Moments de Jean-Jacques Rousseau, version japonaise  (ISBN 4-536-40057-5)

## Propositions sur Internet
- 1997 : Le billet circulaire
- 2007 et après : blog personnel, photographies et notes, album jlggbblog

## Commissariat d'expositions
- 1975 : Images du peuple chinois, Musée d'Art moderne de Paris (documentation)
- 1981 : 50 ans de gravure sur bois chinoise, Maison de la culture de Grenoble, Bibliothèque nationale, Paris (commissaire)
- 1982 : Bande dessinée chinoise, Centre de création industrielle, Centre Pompidou, Paris, France (commissaire)
- 1985 : Electra, Musée d'Art moderne de Paris, (contribution)
- 1985 : Les Immatériaux, Centre Pompidou, Paris, France (contribution)
- 1988 : Pixim 88, art show, Grande Halle de La Villette (commissaire)
- 1988 : Image calculée, Cité des sciences et de l'industrie, Paris (cocommissaire)
- 1990 : Passages de l'image, Centre Pompidou, Paris (contribution)
- 1990 : Biennale Artifices 1, Saint-Denis, France (commissaire)
- 1992 : Biennale Artifices 2, Saint-Denis, France (commissaire)
- de 1992 à 1996 : Revue virtuelle, exposition trimestrielle, Centre Pompidou, Paris (cocommissaire)
- 1991 : Machines à communiquer, Cité des Sciences et de l'Industrie, Paris (commissaire artistique)
- 1994 : Biennale Artifices 3, Saint-Denis, France (cocommissaire)
- 1996 : Biennale Artifices 4, Saint-Denis, France (commissaire)
- 2002 2003 2004 : Jouable, Genève, Kyoto, Paris (cocommissaire)
- 2008 : Mobilisable-Masaki Fujihata, École nationale supérieure des arts décoratifs, Paris (commissaire)
- 2010 : MODE : DEMO, Conférence Lift10 et Haute école d'art et de design, Genève (commissaire)
- 2012 : « leurs lumières », Centre culturel de rencontre de l'Abbaye de Saint-Riquier (commissaire)
- 2015 : Short Cuts, Centre PasquArt, Bienne, Suisse (cocommissaire)
- 2016 : Ubiquité, ENSP, Arles (cocommissaire)
- 2022 : (digital) Soba Choko, Centre Céramique contemporaine La Borne (commissaire)

## Livres
- Faire Image, Saint-Denis, Presses universitaires de Vincennes, coll. « Les Cahiers de Paris VIII », 1989, 203 p. (ISBN 2-903981-57-4)
- La Relation comme forme : L'interactivité en art, Genève, Mamco, 2004, 311 p. (ISBN 2-940159-31-9)
- Jouable : Art, jeu et interactivité, Genève/Paris, HEAA Genève, Ensad, Paris, 2004, 365 p. (ISBN 2-8399-0018-1)
- La Relation comme forme : L'interactivité en art, nouvelle édition augmentée (avec un CD-Rom « Essais interactifs »), Dijon, Les Presses du réel, coll. « Mamco », 2009, 335 p. (ISBN 978-2-84066-277-8)
- Crassula ubiquiste, Média Médiums, Labex Arts H2H, Paris, 2014[12]
- L'Écran comme mobile, Genève, Mamco, 2016, 239 p. (ISBN 978-2-940159-86-4)